# Liste der Biografien/Meit
Liste der Biografien |
Portal Biografien |
Personensuche
# |
A |
B |
C |
D |
E |
F |
G |
H |
I |
J |
K |
L |
M |
N |
O |
P |
Q |
R |
S |
T |
U |
V |
W |
X |
Y |
Z |
?
 
Ma |
Mb |
Mc |
Md |
Me |
Mf |
Mg |
Mh |
Mi |
Mj |
Mk |
Ml |
Mm |
Mn |
Mo |
Mp |
Mq |
Mr |
Ms |
Mt |
Mu |
Mv |
Mw |
Mx |
My |
Mz
 
Mea–Mee |
Mef |
Meg |
Meh |
Mei |
Mej |
Mek |
Mel |
Mem |
Men |
Meo |
Mep |
Mer |
Mes |
Met |
Meu |
Mev |
Mew |
Mex |
Mey |
Mez
 
Meib |
Meic |
Meid |
Meie |
Meif |
Meig |
Meih |
Meij |
Meik |
Meil |
Meim |
Mein |
Meip |
Meir |
Meis |
Meit |
Meiu |
Meiw |
Meix |
Meiz
Die Liste der Biografien führt alle Personen auf, die in der deutschsprachigen Wikipedia einen Artikel haben. Dieses ist eine Teilliste mit 27 Einträgen von Personen, deren Namen mit den Buchstaben „Meit“ beginnt.

## Meit
- Meit, Conrat, deutscher Bildhauer

### Meite
- Méïté, Abdoulaye (* 1980), ivorischer Fußballspieler
- Meïté, Amadou (1949–2014), ivorischer Sprinter
- Meïté, Bamo (* 2001), ivorisch-französischer Fußballspieler
- Meïté, Ben Youssef (* 1986), ivorischer Sprinter
- Méité, Maé-Bérénice (* 1994), französische Eiskunstläuferin
- Meïté, Soualiho (* 1994), französischer Fußballspieler

### Meiti
- Meitinger, Franz Xaver (1905–1966), deutscher Jurist und Politiker (BP), MdL, MdB
- Meitinger, Holger (* 1957), deutscher Eishockeyspieler
- Meitinger, Joseph (* 1693), deutscher Baumeister und Stuckateur
- Meitinger, Karl (1882–1970), deutscher Architekt und Baubeamter
- Meitinger, Nicolas (* 1984), deutscher Berufsgolfer
- Meitinger, Otto (1927–2017), deutscher Architekt, Hochschulpräsident und Denkmalpfleger

### Meitm
- Meitmann, Karl (1891–1971), deutscher Politiker (SPD), MdHB, MdB

### Meitn
- Meitner, Birgit (* 1977), deutsche Behindertensportlerin
- Meitner, Lise (1878–1968), österreichische KernphysikerinLise Meitner (1878–1968)

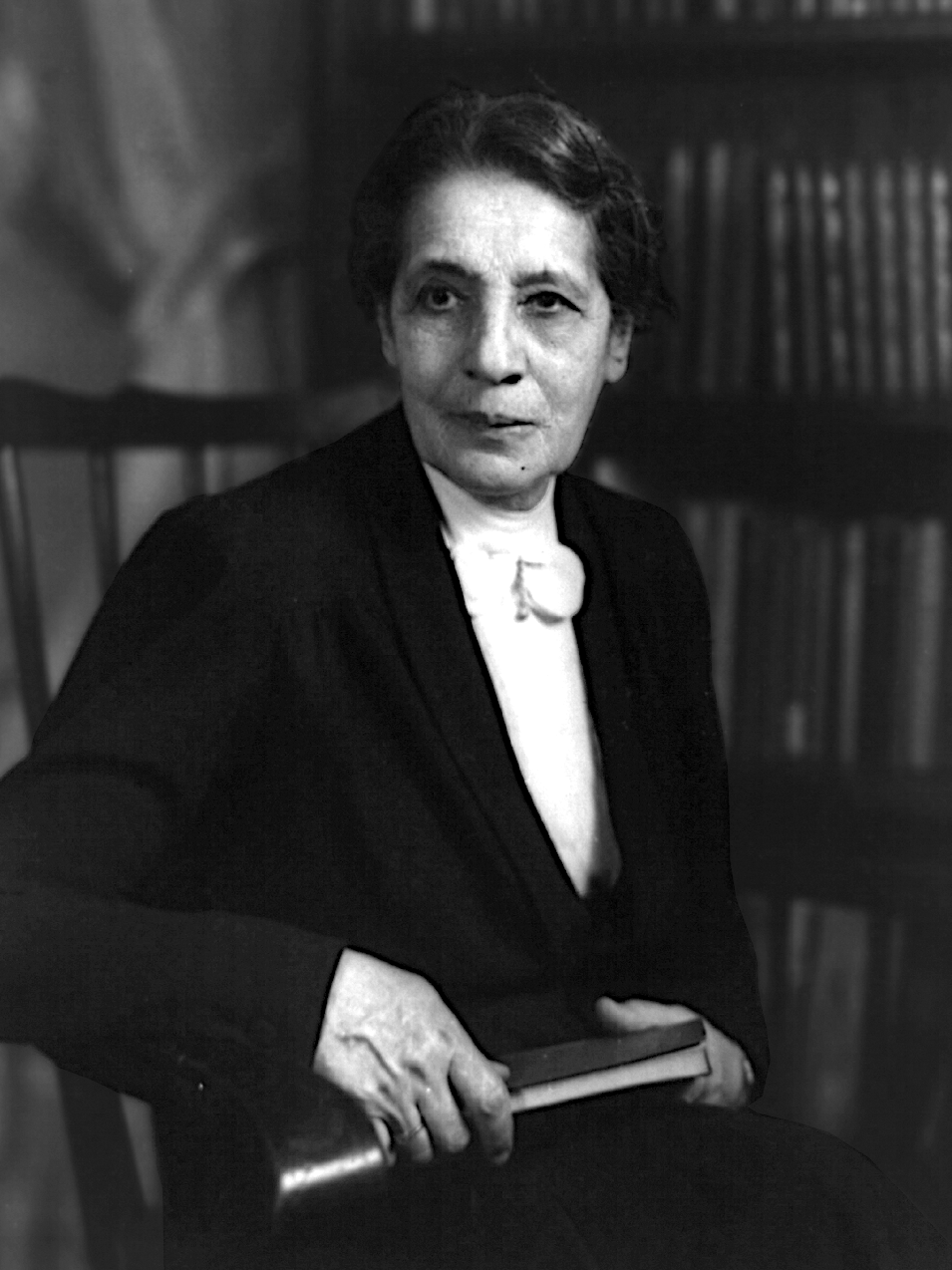
Lise Meitner (1878–1968)

- Meitner, Philipp (1839–1910), österreichischer Schachspieler und Rechtsanwalt
- Meitner, Thimo (* 1994), deutscher Schauspieler

### Meitt
- Meitting, Hieronymus (1496–1557), Bischof von Chiemsee (1536–1557)
- Meittinger, Lina (1856–1928), deutsche Schauspielerin und Soubrette

### Meitz
- Meitz, Volker (* 1974), deutscher Musiker, Musikproduzent und Toningenieur
- Meitzen, August (1822–1910), deutscher Statistiker und Nationalökonom
- Meitzen, Toni (1908–1971), deutscher Schauspieler
- Meitzler, Matthias (* 1986), deutscher Soziologe
- Meitzler, Neil (1930–2009), US-amerikanischer Maler
- Meitzner, Andreas (* 1956), deutscher Diplomat
- Meitzner, Ludwig (1810–1876), deutscher Landwirt und Abgeordneter